# Axel Brunnberg
Axel Oskar Brunnberg, född den 11 juni 1871 i Hagby församling, Uppsala län, död den 22 december 1954 i Smedjebacken, Kopparbergs län, var en svensk jurist. Han var far till Hans Brunnberg.
Brunnberg avlade hovrättsexamen 1896. Han blev adjungerad ledamot av Svea hovrätt 1909 och tillförordnad revisionssekreterare 1912. Brunnberg var häradshövding i Norra Åsbo domsaga 1915–1941. Han var ledamot i styrelsen för Åsbo härads sparbank 1926–1946 (vice ordförande 1932–1942, ordförande 1942–1946). Brunnberg var ordförande i den lokala styrelsen för samrealskolan i Klippan 1934–1938 och inspektor där 1938–1947. Han blev riddare av Nordstjärneorden 1923 och kommendör av andra klassen av samma orden 1935.
Han var gift från 1907 med Ruth Leufgren till hennes död 1917 och därefter med Ruth Leander till hans död 1954.